# کلارک (کلرادو)
کلارک (به انگلیسی: Clark) یک منطقهٔ مسکونی در ایالات متحده آمریکا است که در شهرستان روت، کلرادو واقع شده‌است. کلارک ۲٬۲۱۳ متر بالاتر از سطح دریا واقع شده‌است.